# 梶山陽平
梶山陽平（1985年9月24日—），已退役日本足球運動員，司職中場，並參加2008年夏季奥林匹克运动会。

## 俱樂部生涯
梶山阳平1985年出生，2004年加入FC东京一线队，并且职业生涯的大多数时间都在这里效力，此外还代表日本国奥队参加过北京奥运会。 
FC东京官方正式宣布梶山阳平租借到彭拿典奈高斯。
FC东京官方宣布中场梶山阳平结束在帕纳辛奈科斯的租借重返球队，并注册完毕。
大分三神官方宣布梶山阳平从FC东京租借加盟，租借期至明年1月31日截止。
FC东京的中场球员梶山阳平从今日起到2019年1月31日被租借至新潟天鹅，他在新潟的球衣号码为13号。
FC东京今日公布，球队的中场球员梶山阳平在本赛季结束后退役。

## 外部連結
- YOHEI KAJIYAMA OFFICIAL BLOG～陽平日記 （页面存档备份，存于）
- 梶山陽平的X（前Twitter）
- YouTube上的TOKYO PLAYER INTERVIEWS extra #02 梶山陽平 - FC東京公式チャンネル
- 梶山陽平在Soccerway.com（英语）
- 梶山陽平在WorldFootball.net（英语）
- 梶山陽平在kicker（德语）
- 梶山陽平在FBref.com（英语）
- 梶山陽平在ESPN（英语）
- 梶山陽平在J.League（日语）
- 梶山陽平在FootballDatabase.eu（英语）
- 梶山陽平在Transfermarkt（英语）
- 梶山陽平在Olympedia（英语）
- 梶山陽平在ESPN FC中的档案（英文）
- 怪物進化論 梶山、語る<上>・<中>・<下> 東京中日スポーツ (2006年1月)
- 東京で生まれ、東京で育ち、東京から羽ばたく （页面存档备份，存于） - 東京都サッカー協会 広報誌2007Vol.7
- PLAYER'S HISTORY 2008 FILE046，存于 - Jリーグ選手協会 (2008年11月21日)